# Jo Meynen
Johannes (Jo) Meynen (Winsum, 13 april 1901 – Velp, 13 februari 1980) was een Nederlands politicus van de Anti-Revolutionaire Partij (ARP) en verzetsman. Hij bracht in de Tweede Wereldoorlog neergestorte geallieerde piloten in veiligheid.
Meynen was in 1945 de enige antirevolutionair die toetrad tot het kabinet-Schermerhorn-Drees, maar deed dat niet als vertegenwoordiger van die partij. Als minister van Oorlog was hij verantwoordelijk voor de uitzending van Nederlandse militairen naar Nederlands-Indië. Hij maakte carrière bij de Algemene Kunstzijde Unie, waarvan hij later president-directeur werd. De zeer invloedrijke Meynen was commissaris bij de Amrobank en De Nederlandsche Bank.
Meynen was een vriend van Prins Bernhard der Nederlanden, voorzitter van een Bilderbergconferentie en ridder in de charitatieve Orde van Sint-Johannes van Jeruzalem. Meynen was Ridder in de Orde van de Nederlandse Leeuw en Commandeur in de Orde van Oranje-Nassau.
- Biografisch Portaal: 03603112
- Parlement.com: vg09lljcq9x0